# 日本ユニカール協会
一般社団法人日本ユニカール協会（にほんゆにかーるきょうかい）は、広島県広島市西区に本部を置く、一般社団法人。

## 概要
ユニカールの国内競技連盟で、公益財団法人日本レクリエーション協会に加盟している。
日本におけるユニカール競技を統括し、ユニカールの普及や全国ユニカール大会の開催を通じて、レクリエーション競技等を促進するために活動している協会である。
従来は任意団体であったが、2023年10月1日、法人化され、一般社団法人日本ユニカール協会となっている。

## 事業内容
全国各地でユニカールの普及指導員認定講習会を開催するとともに、全国スポーツ・レクリエーション祭における全国ユニカール大会の開催、地域ユニカール大会の開催などを行っている。

## 主要大会
- 全国ユニカール大会 （全国スポーツ・レクリエーション祭）
- 東日本ユニカール大会（全国レクリエーション大会）
- 西日本ユニカール大会（全国レクリエーション大会）

## 加盟団体
- 青森県ユニカール協会など30近いユニカール協会が組織されている[2]。